# Pat Daniels
Billie Jo Patricia Daniels, później kolejno Winslow, Bank i Connolly (ur. 1 września 1943 w Santa Monica) – amerykańska lekkoatletka, wieloboistka i biegaczka średniodystansowa, mistrzyni igrzysk panamerykańskich, trzykrotna olimpijka, później trenerka lekkoatletyczna.

## Kariera sportowa
Wystąpiła w biegu na 800 metrów na igrzyskach olimpijskich w 1960 w Rzymie, lecz została zdyskwalifikowana w biegu eliminacyjnym za przekroczenie toru. Na kolejnych igrzyskach olimpijskich w 1964 w Tokio zajęła 7. miejsce w pięcioboju.
Zwyciężyła w pięcioboju na igrzyskach panamerykańskich w 1967 w Winnipeg, wyprzedzając Jenny Meldrum z Kanady i Aídę dos Santos z Brazylii. Zajęła 6. miejsce w tej konkurencji na igrzyskach olimpijskich w 1968 w Meksyku.
Był mistrzynią Stanów Zjednoczonych w pięcioboju w latach 1961–1967 i 1970, w biegu na 800 metrów w 1960, w biegu na 880 jardów w 1961 i w skoku w dal w 1967.
Siedmiokrotnie poprawiała rekord Stanów Zjednoczonych w pięcioboju do wyniku 4880 punktów (15 października 1967 w Meksyku), a po zmianie składu konkurencji tworzących pięciobój z biegu na 80 metrów przez płotki na bieg na 100 metrów przez płotki ustanowiła rekord swego kraju wynikiem 4735 pkt (po zmianie punktacji 4142 pkt, ustanowiony 25 czerwca 1970 w South Lake Tahoe). Była również pięciokrotną rekordzistką USA w biegu na 800 metrów do wyniku 2:13,1 (19 lipca 1961 w Stuttgarcie) i dwukrotną w biegu na 400 metrów do czasu 56,0 (25 kwietnia 1964 w Hanford).

## Późniejsze życie
Była znaną trenerką lekkoatletyczną. Jej najsławniejszą podopieczną była Evelyn Ashford. Historię trenowania Ashford Pat Connolly opisała w książce Coaching Evelyn: Fast, Faster, Fastest Woman in the World.
Jej trzecim mężem był Harold Connolly, mistrz olimpijski z 1956 w rzucie młotem.